# Ara noble
Diopsittaca nobilis
Genre
Espèce
Statut de conservation UICN

 LC  : Préoccupation mineure
Statut CITES
L'Ara noble (Diopsittaca nobilis) est une espèce de perroquet du groupe des aras au plumage à dominante verte. Il s'agit de la plus petite des espèces regroupées sous le terme français d'« ara ».

## Description
L'Ara noble peut mesurer jusqu'à 30 cm. Son plumage est vert avec le front bleu, les épaules rouges et le dessous de la queue jaune. Une zone de peau nue blanche encercle les yeux dont les iris sont rouges. Le bec est noir.
Les jeunes ne présentent pas de bleu au front ni de rouge aux épaules. Leurs iris sont bruns.

## Sous-espèces
L'Ara noble est réparti en trois sous-espèces :
- D. n. nobilis (Linné, 1758) — plateau des Guyanes ;
- D. n. cumanensis (Lichtenstein, 1823) — centre/nord-est du Brésil légèrement plus grande ;
- D. n. longipennis Neumann, 1931 — centre/sud-et du Brésil très proche de la précédente.

## Répartition
Cet oiseau vit en Guyane, au Venezuela et au Brésil où il est assez commun.

## Habitat
L'Ara noble fréquente les forêts côtières, les savanes et les zones cultivées.

## Comportement
Cet oiseau se déplace parfois en bandes nombreuses et bruyantes. 

## Reproduction

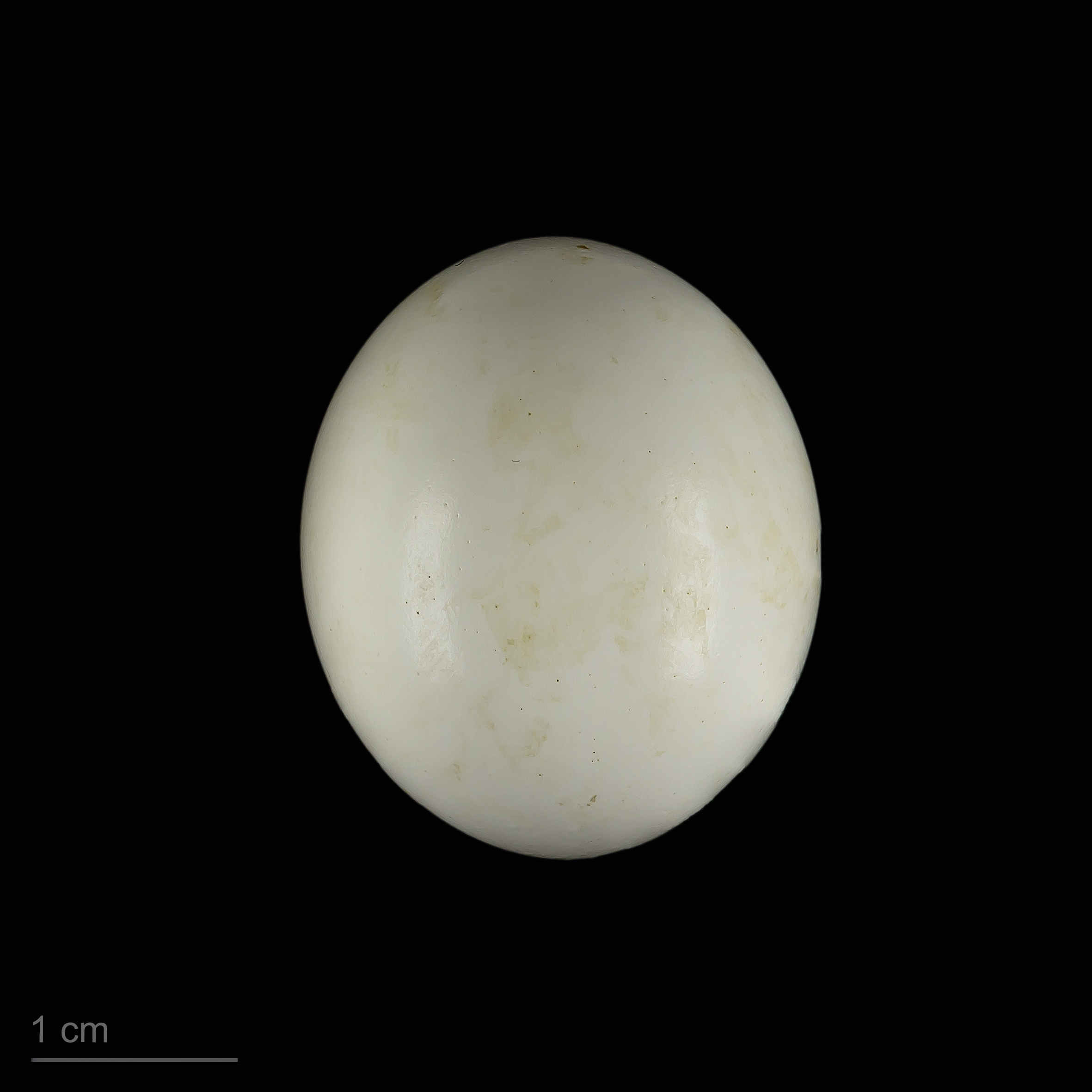
Œufs de Diopsittaca nobilis - Muséum de Toulouse

L'Ara noble édifie son nid dans les cavités des palmiers et, plus rarement, dans des termitières arboricoles. La femelle pond généralement 4 œufs qui éclosent après 24 jours d'incubation. Les jeunes s'envolent vers l'âge de 2 mois, mais ils ne seront indépendants des adultes qu'un à deux mois plus tard.

## Alimentation
Cet oiseau se nourrit de baies, de fruits, de fleurs, de graines et de noix.

## Captivité
Cet oiseau se reproduit assez bien dans les élevages spécialisés où il n'est cependant pas très répandu.